# Morayma
Maryam bint Ibrahim al-Attar (1467–1493), zkráceně známá jako Morayma, byla poslední sultánkou Granady jako manželka sultána Muhammada XII. Byla inspirací pro mnohé autory a často jí byly přisuzovány fiktivní skutky.

## Životopis
Byla dcerou Ali Attara, granadského guvernéra provincie Loja a dvorního soudce. Morayma byla popisována jako krásná a pobožná dívka. Svatba s Muhammadem se konala v roce 1482. Krátce nato byla spolu s manželem uvězněna svým tchánem. Osvobozeni byli Kastilským královstvím v roce 1483, jejich děti však byli nadále drženi jako rukojmí. Své děti neviděla až do roku 1492, kdy se emirát Granada rozpadl.
Morayama doprovázela svého manžela do exilu do Laujar de Andarax, ale krátce nato v roce 1493 zemřela. Město Fes již tedy s manželem opustit nestihla.